# Liste der Könige von Jerusalem

Wappen des Königreichs Jerusalem

Die Liste der Könige von Jerusalem beinhaltet alle Könige und Königinnen des Königreichs Jerusalem von seiner Begründung nach dem ersten Kreuzzug im Jahr 1099 bis zu seinem Ende im Jahr 1291, sowie der Titularkönige von Jerusalem in Neapel, auf Zypern sowie deren Nachfolger bis heute.
Farblich unterlegte und dick geschriebene Könige bzw. Königinnen amtierten aus eigenem Recht heraus.

## Herrscherliste
| Bild                                                              | Name (Lebensdaten)                                  | Regierungszeit                  | Verwandtschaft | Anmerkungen |
| ----------------------------------------------------------------- | --------------------------------------------------- | ------------------------------- | --- | --- |
|                                                                   | Gottfried von Bouillon (* um 1060; † 18. Juli 1100) | 1099–1100                       | | Einer der militärischen Führer des ersten Kreuzzuges. Führte die Eroberung Jerusalems am 15. Juli 1099 an. Zum König gewählt lehnte er die Königswürde ab und erklärte sich zum „Vogt des heiligen Grabes“ (advocatus sancti sepulchri). |
|                                                                   | Balduin I. (* 1058; † 2. April 1118)                | 1100–1118                       | Bruder des Vorgängers | Einer der militärischen Führer des ersten Kreuzzuges und gründete mit der Grafschaft Edessa den ersten Kreuzfahrerstaat. Wurde nach dem Tod seines Bruders von den Kreuzfahrern zum König erhoben. Schlug die Fatimiden von Ägypten zurück, betrieb eine erfolgreiche Expansionspolitik und sicherte das Königreich durch den Bau von Burgen.                                       |
| N.N. von Marash (* ?; † nach 1117)                                |                                                     | zweite Frau von Balduin I.      | Wurde nie gekrönt und um 1104 verstoßen. | |
| Adelheid von Savona (* 1072; † 18. April 1118)                    |                                                     | dritte Frau von Balduin I.      | Als Witwe von Roger I. von Sizilien heiratete sie 1117 Balduin I. von dem sie aber 1117 wieder verstoßen worden war. Wurde vermutlich nie gekrönt. | |
|                                                                   | Balduin II. (* vor 1080; † 21. August 1131)         | 1118–1131                       | Vetter des Vorgängers | Teilnehmer des ersten Kreuzzuges. Führte wechselvolle Kämpfe gegen Seldschuken und Zengiden und eroberte Tyrus. In seiner Zeit wurde der Templerorden und der Hospitaliterorden gegründet. |
| Morphia von Melitene (* ?; † 1. Oktober 1126/27)                  |                                                     | Frau von Balduin II.            | | |
|                                                                   | Melisende (* 1105; † 1. September 1161)             | 1131–1161                       | Tochter des Vorgängers | Betrieb eine Günstlingspolitik und geriet darüber mit den Baronen in Konflikt. Ließ nach dem Tod ihres Mannes ihren Sohn zum Mitkönig krönen, von welchem sie 1152 faktisch entmachtet wurde. |
| Fulko von Anjou (* 1092; † 13. November 1143)                     | 1131–1143                                           | Ehemann von Melisende           | Ehemals Graf von Anjou und Mitkönig seiner Frau in Jerusalem. Musste sich gegen Adelsrevolten und die Zengiden behaupten. | |
|                                                                   | Balduin III. (* 1131; † 10. Februar 1162)           | 1143–1162                       | Sohn der Vorgänger | Wurde 1143 zum Mitkönig seiner Mutter gekrönt. Der zweite Kreuzzug (1147–1149) endete mit einem Misserfolg bei der Belagerung von Damaskus. Entmachtete 1152 seine Mutter und regierte von da an allein. Eroberte 1153 Askalon und erlangte einige Erfolge gegen die Zengiden. |
| Theodora Komnena (* 1145/46; † nach 1185)                         |                                                     | Frau von Balduin III.           | | |
|                                                                   | Amalrich I. (* 1136; † 11. Juli 1174)               | 1162–1174                       | Bruder des Vorgängers | Führte im Verbund mit Byzanz mehrere Feldzüge nach Ägypten, dessen Eroberung allerdings nicht gelang. Stattdessen etablierte sich dort der zengidische Feldherr Saladin als Sultan, der später auch die Macht in Damaskus an sich riss, womit Jerusalem von einer muslimischen Macht (Ayyubiden) umgeben war.                                                                       |
| Maria Komnena (* 1154; † vor 1217)                                |                                                     | Frau von Amalrich I.            | | |
|                                                                   | Balduin IV. der Aussätzige (* 1161; † März 1185)    | 1174–1185                       | Sohn des Vorgängers | War an der Lepra erkrankt und deshalb zeitweise regierungsunfähig. Verteidigte das Königreich erfolgreich gegen Saladin. |
|                                                                   | Balduin V. (* 1177; † September 1186)               | 1183–1186                       | Neffe des Vorgängers | Bereits zu Lebzeiten des Onkels gekrönt, überlebte er diesen nicht lang. Für ihn führte der Graf von Tripolis die Regentschaft. |
|                                                                   | Sibylle (* um 1160; † 25. Juli 1190)                | 1186–1190                       | Mutter des Vorgängers | Ihre Nachfolge war unter den Baronen umstritten. Überließ die Regierung ihrem Mann, der die Kreuzfahrer 1187 zur Niederlage von Hattin führte, was den Verlust Jerusalems an Saladin zur Folge hatte. |
| Guido von Lusignan (* ?; † August 1194)                           | 1186–1192                                           | Ehemann von Sibylle             | Führte als Mitkönig seiner Frau die Regierung in Jerusalem. Führte 1187 das Heer in die Niederlage von Hattin und geriet dort in die Gefangenschaft von Saladin. Nach der Aufgabe Jerusalems freigelassen, nahm er die Belagerung von Akkon auf und beanspruchte auch nach dem Tod seiner Frau weiter das Königtum, das er während des dritten Kreuzzuges (1187–1192) nur mit der Unterstützung von Richard Löwenherz halten konnte. Akkon und einige andere Burgen konnten zurückerobert werden. Wurde 1192 mit der Herrschaft auf Zypern abgefunden. | |
|                                                                   | Isabella I. (* 1170; † 1205)                        | 1192–1205                       | Schwester der Vorgängerin | |
| Konrad I. von Montferrat (* um 1146; † 28. April 1192)            | 1192                                                | zweiter Ehemann von Isabella I. | Verteidigte Tyrus erfolgreich gegen Saladin und wurde von den Baronen als König gegen Guido anerkannt. Wurde von Assassinen ermordet. | |
| Heinrich I. von Champagne (* 29. Juli 1166; † 10. September 1197) | 1192–1197                                           | dritter Ehemann von Isabella I. | Graf von Champagne (Heinrich II.) und Teilnehmer des dritten Kreuzzuges. | |
| Amalrich II. von Lusignan (* 1145; † 1. April 1205)               | 1197–1205                                           | vierter Ehemann von Isabella I. | König von Zypern (Amalrich I.). Handelte einen Waffenstillstand mit den Ayyubiden aus. | |
|                                                                   | Maria (* um 1192; † Frühjahr 1212)                  | 1205–1212                       | Tochter der Vorgängerin und Konrads von Montferrat | Für sie führten Johann der Alte von Ibelin und ihr Ehemann die Regierung. |
| Johann I. von Brienne (* um 1169/47; † 23. März 1237)             | 1210–1212                                           | Ehemann von Maria               | Übernahm zunächst für seine Frau und dann für seine Tochter die Regierung. Führte den Kreuzzug von Damiette (1219–1221) nach Ägypten an, der nach anfänglichen Erfolgen scheiterte. Verheiratete seine Tochter mit Kaiser Friedrich II., mit dem er über die Regierung in Feindschaft geriet. Wurde später Kaiser von Konstantinopel. | |
|                                                                   | Isabella II. (* 1212; † 25. April 1228)             | 1212–1228                       | Tochter der Vorgänger | Für sie führte ihr Vater die Regierung. |
| Kaiser Friedrich II. (* 26. Dezember 1194; † 13. Dezember 1250)   | 1225–1228                                           | Ehemann von Isabella II.        | Mitkönig seiner Frau. Übernahm nach deren Tod die Vormundschaftsregierung für seinen Sohn. Führte trotz Exkommunikation einen Kreuzzug (1228–1229) ins heilige Land wo er im Vertrag von Jaffa Jerusalem für die Christen zurückgewann. Seine Regierung wurde von den einheimischen Baronen nicht anerkannt, die sich im Lombardenkrieg gegen ihn erhoben. Der Kreuzzug der Barone (1239–1241) brachte Gebietsgewinne für das Königreich. | |
|                                                                   | Konrad II. (* 25. April 1228; † 21. Mai 1254)       | 1228–1254                       | Sohn der Vorgänger | War nie persönlich im Königreich Jerusalem erschienen, die Barone organisierten die Regierung. Jerusalem ging 1244 endgültig an die Muslime verloren, der sechste Kreuzzug (1248–1250) scheiterte in Ägypten. Die Ayyubiden werden von den Mameluken als neue Hauptbedrohung für die Christen abgelöst.                                                                             |
| Elisabeth von Bayern (* um 1227; † 9. Oktober 1273)               |                                                     | Frau von Konrad II.             | | |
|                                                                   | Konradin (* 25. März 1252; † 29. Oktober 1268)      | 1254–1268                       | Sohn des Vorgängers | War nie persönlich im Königreich Jerusalem erschienen, die Barone organisierten die Regierung. Der Krieg von St. Sabas (1256–1258) hatte eine Schwächung der Christen zur Folge. Die Mameluken unter Baibars I. gingen nach 1260 gegen die Christen in die Offensive und eroberten mehrere Städte und Burgen.                                                                       |
| Sophia von Landsberg (* um 1258/61; † 24. August 1318)            |                                                     | Frau von Konradin               | | |
|                                                                   | Hugo I. (* um 1235; † März 1284)                    | 1268–1284                       | | König von Zypern (Hugo III.) als Nachkomme Isabellas I. als Nachfolger Konradins anerkannt. Maria von Antiochien beanspruchte ebenfalls den Thron und führte erfolglos einen Rechtsstreit. Der Kreuzzug des Prinzen Eduard (1270–1272) endete erfolglos. Karl von Anjou etablierte 1277 in Akkon ein Gegenkönigtum, nachdem er Maria von Antiochien ihre Ansprüche abgekauft hatte. |
| Isabella von Ibelin (* 1241; † 2. Juni 1324)                      |                                                     | Frau von Hugo I.                | | |
|                                                                   | Johann II. (* um 1256; † 20. Mai 1285)              | 1284–1285                       | Sohn des Vorgängers | König von Zypern (Johann I.), regierte nur kurze Zeit. |
|                                                                   | Heinrich II. (* 1271; † 1324)                       | 1285–1291                       | Bruder des Vorgängers | König von Zypern. Gewann 1286 Akkon wieder für seine Herrschaft. Verlor bis 1291 alle Besitzungen auf dem Festland (Belagerung von Akkon), womit das Königreich Jerusalem aufhört zu existieren. |

## Titularkönige von Jerusalem
Nach dem Tod Konradins beanspruchte Maria von Antiochia den Titel der Königin von Jerusalem, den sie 1277 an Karl von Neapel verkaufte. Es blieb ein reiner Anspruchstitel, der aber bis 1860 von den Königen von Neapel geführt wurde. Mit dem Erbanspruch auf Neapel ging der Titel auch auf die Herzöge von Lothringen, später Habsburg-Lothringen über. Die Könige von Spanien, bis 1713 in Personalunion auch Könige von Neapel, tragen den Titel noch heute.
Auch die Könige von Zypern behielten den Titel bis 1489. Karl I. von Savoyen als Neffe Ludwigs von Zypern beanspruchte den Titel König von Zypern und Jerusalem, ebenso seine Nachfolger bis 1946. In Klammern werden die theoretischen, tatsächlich nie verwandten Ordnungszahlen der Titularkönige aufgeführt.
siehe auch: Königreich Jerusalem#Titularkönige von Jerusalem

### Zypern und Savoyen

Wappen der Könige von Zypern und Titularkönige von Jerusalem
Wappen der Herzöge von Savoyen und Titularkönige von Jerusalem

| Name                        | Titularkönig            | Anmerkungen & Ereignisse                                                            |
| Haus Antiochia-Lusignan     | Haus Antiochia-Lusignan | Haus Antiochia-Lusignan                                                             |
| --------------------------- | ----------------------- | ----------------------------------------------------------------------------------- |
| Heinrich II.                | 1291–1324               | Belagerung von Akkon (1291)                                                         |
| Hugo II.                    | 1324–1359               |                                                                                     |
| Peter I.                    | 1359–1369               | Kreuzzug gegen Alexandria (1365)                                                    |
| Peter II.                   | 1369–1382               |                                                                                     |
| Jakob I.                    | 1382–1398               |                                                                                     |
| Janus                       | 1398–1432               |                                                                                     |
| Johann IV.                  | 1432–1458               |                                                                                     |
| Charlotte                   | 1458–1460               |                                                                                     |
| Jakob II.                   | 1460–1473               |                                                                                     |
| Jakob III.                  | 1473–1474               |                                                                                     |
| Caterina Cornaro            | 1474–1489               | dankte zugunsten Venedigs ab                                                        |
| Haus Savoyen                |                         |                                                                                     |
| Karl I. der Kämpfer         | 1489–1490               | Herzog von Savoyen, Erhob Abspruch auf Zypern und Jerusalem                         |
| Karl II. Johann Amadeus     | 1490–1496               | Herzog von Savoyen                                                                  |
| Philipp Ohneland            | 1496–1497               | Herzog von Savoyen                                                                  |
| Philibert der Schöne        | 1497–1504               | Herzog von Savoyen                                                                  |
| Karl III. der Gute          | 1504–1553               | Herzog von Savoyen                                                                  |
| Emanuel Philibert Eisenkopf | 1553–1580               | Herzog von Savoyen                                                                  |
| Karl Emanuel I. der Große   | 1580–1630               | Herzog von Savoyen                                                                  |
| Viktor Amadeus I.           | 1630–1637               | Herzog von Savoyen                                                                  |
| Franz Hyacinth              | 1637–1638               | Herzog von Savoyen                                                                  |
| Karl Emanuel II.            | 1638–1675               | Herzog von Savoyen                                                                  |
| Viktor Amadeus II.          | 1675–1730               | Herzog von Savoyen, König von Sizilien (1713–1720), König von Sardinien (1720–1730) |
| Karl Emanuel III.           | 1730–1773               | König von Sardinien                                                                 |
| Viktor Amadeus III.         | 1773–1796               | König von Sardinien                                                                 |
| Karl Emanuel IV.            | 1796–1802               | König von Sardinien                                                                 |
| Viktor Emanuel I.           | 1802–1821               | König von Sardinien                                                                 |
| Karl Felix                  | 1821–1831               | König von Sardinien                                                                 |
| Karl Albert                 | 1831–1849               | König von Sardinien                                                                 |
| Viktor Emanuel II.          | 1849–1878               | König von Sardinien, König von Italien (ab 1861)                                    |
| Umberto I.                  | 1878–1900               | König von Italien                                                                   |
| Viktor Emanuel III.         | 1900–1946               | König von Italien                                                                   |
| Umberto II.                 | 1946                    | König von Italien                                                                   |

### Neapel

Wappen der Könige von Neapel und Titularkönige von Jerusalem aus dem Haus Anjou
Wappen der Könige von Neapel und Titularkönige von Jerusalem aus dem Haus Trastámara
Wappen der Könige von Kastilien, Neapel und Titularkönige von Jerusalem aus dem Haus Trastámara
Wappen der Könige von Spanien, Neapel und Titularkönige von Jerusalem aus dem Haus Habsburg
Wappen der Könige von Neapel und Titularkönige von Jerusalem aus dem Haus Bourbon
Wappen der Könige beider Sizilien und Titularkönige von Jerusalem

| Name                           | Titularkönig(in) | Verwandtschaft                                                                | Anmerkungen |
| Ramnulfiden                    | Ramnulfiden      | Ramnulfiden                                                                   | Ramnulfiden |
| ------------------------------ | ---------------- | ----------------------------------------------------------------------------- | --- |
| Maria II.                      | 1268–1277        | Enkelin Isabellas I.                                                          | |
| Haus Anjou                     |                  |                                                                               | |
| Karl I. von Anjou              | 1277–1285        |                                                                               | König von Neapel. Kaufte den Anspruch Maria von Antiochien ab. |
| Karl II. der Lahme             | 1285–1309        | Sohn des Vorgängers                                                           | |
| Robert der Weise               | 1309–1343        | Sohn des Vorgängers                                                           | |
| Johanna I.                     | 1343–1382        | Enkelin des Vorgängers                                                        | Johanna adoptierte vor ihrer Entmachtung den Herzog Ludwig I. von Anjou, den sie so zu ihrem Erben designierte. Seine Nachfolger in den Herzogtümern Lothringen und Bar trugen den Titel bis 1918. |
| Ludwig (I.)                    | 1352–1362        | Cousin und Ehemann von Johanna                                                | Mitkönig seiner Frau. |
| Haus Anjou-Durazzo             |                  |                                                                               | |
| Karl III. von Durazzo          | 1382–1386        | Urenkel Karls II.                                                             | Entmachtete Königin Johanna. Seit 1385 auch König von Ungarn. |
| Ladislaus                      | 1386–1414        | Sohn des Vorgängers                                                           | |
| Johanna II.                    | 1414–1435        | Schwester des Vorgängers                                                      | Johanna adoptierte sowohl König Alfons V. von Aragón als auch René von Anjou, die beide nach ihrem Tod um die Herrschaft in Neapel kämpften.                                                       |
| Haus Anjou-Valois              |                  |                                                                               | |
| René I. der Gute               | 1435–1442        | Enkel des Herzogs Ludwig I. von Anjou und Adoptivsohn von Königin Johanna II. | |
| Haus Trastámara                |                  |                                                                               | |
| Alfons I.                      | 1442–1458        | Adoptivsohn von Königin Johanna II.                                           | König von Aragón (Alfons V.), König von Sizilien |
| Ferdinand I.                   | 1458–1494        | Sohn des Vorgängers                                                           | |
| Alfons II.                     | 1494–1495        | Sohn des Vorgängers                                                           | |
| Haus Valois                    |                  |                                                                               | |
| Karl IV.                       | 1495–1498        | Ururenkel Ludwigs I. von Anjou (s. o.)                                        | Auch König von Frankreich. Er beanspruchte Neapel und Jerusalem als Erbe der Anjou und besetzte das Land kurzzeitig.                                                                               |
| Haus Trastámara                |                  |                                                                               | |
| Ferdinand II.                  | 1495–1496        | Sohn Alfons II.                                                               | |
| Friedrich I.                   | 1496–1501        | Sohn Ferdinands I.                                                            | Friedrich übertrug sein Königreich an Ludwig XII. von Frankreich. |
| Haus Valois                    |                  |                                                                               | |
| Ludwig (II.)                   | 1501–1504        | Onkel 3. Grades Karls IV.                                                     | König von Frankreich, nannte sich als „Ludwig IV.“ in der Erbefolge der Herzöge von Anjou. |
| Haus Trastámara                |                  |                                                                               | |
| Ferdinand III. der Katholische | 1504–1516        | Enkel von Alfons V. von Aragón                                                | König von Aragón (Ferdinand II.), König von Sizilien |
| Johanna III. die Wahnsinnige   | 1516–1555        | Tochter des Vorgängers                                                        | Königin von Sizilien, Königin von Kastilien und Aragón |
| Haus Habsburg                  |                  |                                                                               | |
| Karl IV.                       | 1516–1554        | Sohn Johannas                                                                 | König von Spanien, römisch-deutscher Kaiser |
| Philipp I.                     | 1554–1598        | Sohn des Vorgängers                                                           | König von Spanien |
| Philipp II.                    | 1598–1621        | Sohn des Vorgängers                                                           | König von Spanien |
| Philipp III.                   | 1621–1665        | Sohn des Vorgängers                                                           | König von Spanien |
| Karl V.                        | 1665–1700        | Sohn des Vorgängers                                                           | König von Spanien |
| Haus Bourbon                   |                  |                                                                               | |
| Philipp IV.                    | 1700–1746        |                                                                               | König von Spanien. Er und seine Nachfolger als Könige von Spanien trugen den Titel weiter |
| Haus Habsburg                  |                  |                                                                               | |
| Karl VI.                       | 1713–1740        |                                                                               | Römisch-deutscher Kaiser. Er führte den Titel bis zu seinem Tod. |
| Haus Bourbon                   |                  |                                                                               | |
| Karl VII.                      | 1735–1788        | Sohn Philipps IV.                                                             | Karl wurde 1759 König von Spanien. Die Königreiche Neapel und Sizilienübergab er seinem jüngeren Sohn.                                                                                             |
| Ferdinand IV.                  | 1759–1825        | Sohn des Vorgängers                                                           | Seine Herrschaft in Neapel wurde 1799 von der Parthenopeischen Republik unterbrochen. |
| Franz I.                       | 1825–1830        | Sohn des Vorgängers                                                           | |
| Ferdinand II. (V.)             | 1830–1859        | Sohn des Vorgängers                                                           | |
| Franz II.                      | 1859–1860        | Sohn des Vorgängers                                                           | |

### Anjou, Lothringen und Österreich

Wappen der Herzöge von Anjou und Titularkönige von Jerusalem
Wappen der Herzöge von Lothringen und Titularkönige von Jerusalem
Wappen Leopolds und Franz’ von Österreich-Lothringen als Titularkönige von Jerusalem

| Name                     | Titularkönig(in)    | Verwandtschaft                                     | Anmerkungen |
| Jüngeres Haus Anjou      | Jüngeres Haus Anjou | Jüngeres Haus Anjou                                | Jüngeres Haus Anjou |
| ------------------------ | ------------------- | -------------------------------------------------- | --- |
| Ludwig I.                | 1382–1384           | Adoptivsohn Johannas I.                            | Herzog von Anjou, Titularkönig von Neapel |
| Ludwig II.               | 1384–1417           | dessen Sohn                                        | Herzog von Anjou, Titularkönig von Neapel |
| Ludwig III.              | 1417–1434           | dessen Sohn                                        | Herzog von Anjou, Titularkönig von Neapel |
| René I.                  | 1434–1480           | dessen Bruder                                      | Herzog von Anjou, Lothringen und Bar, König von Neapel                                                                                       |
| Johann II.               | 1453–1471           | dessen Sohn                                        | Herzog von Lothringen und Bar |
| Nikolaus I.              | 1471–1473           | dessen Sohn                                        | Herzog von Lothringen und Bar |
| Jolande                  | 1473–1483           | dessen Schwester                                   | Herzogin von Lothringen und Bar, Ehefrau von Friedrich II. von Vaudémont                                                                     |
| Haus Vaudémont           |                     |                                                    | |
| René II.                 | 1473–1508           | deren Sohn                                         | Herzog von Lothringen und Bar |
| Anton II.                | 1508–1544           | dessen Sohn                                        | Herzog von Lothringen und Bar |
| Franz I.                 | 1544–1545           | dessen Sohn                                        | Herzog von Lothringen und Bar |
| Karl III.                | 1545–1608           | dessen Sohn                                        | Herzog von Lothringen und Bar |
| Heinrich II.             | 1608–1624           | Sohn Karls III.                                    | Herzog von Lothringen und Bar |
| Franz II.                | 1625                | dessen Bruder                                      | Herzog von Lothringen und Bar |
| Karl IV.                 | 1625–1675           | dessen Sohn                                        | Herzog von Lothringen und Bar, 1634 tritt er kurzzeitig seine Titel an seinen Bruder Nikolaus ab                                             |
| Karl V.                  | 1675–1690           | dessen Neffe                                       | Herzog von Lothringen und Bar |
| Leopold (I.)             | 1690–1729           | dessen Sohn                                        | Herzog von Lothringen und Bar |
| Franz III. Stephan       | 1729–1765           | dessen Sohn                                        | 1729–1736 Herzog von Lothringen und Bar, 1736 Großherzog der Toskana, 1745 als Franz I. römisch-deutscher Kaiser. Ehemann von Maria Theresia |
| Haus Habsburg-Lothringen |                     |                                                    | |
| Joseph                   | 1765–1780           | ältester Sohn von Franz Stephan und Maria Theresia | Römisch-deutscher Kaiser |
| Leopold II.              | 1790–1792           | Bruder Josephs II.                                 | Römisch-deutscher Kaiser |
| Franz II./I. (IV.)       | 1792–1835           | Sohn Leopolds II.                                  | Römisch-deutscher Kaiser, Kaiser von Österreich                                                                                              |
| Ferdinand I.             | 1835–1848           | Sohn von Franz II./I.                              | Kaiser von Österreich |
| Franz Joseph I.          | 1848–1916           | Neffe Ferdinands I.                                | Kaiser von Österreich, König von Ungarn |
| Karl I./IV. (VI.)        | 1916–1918           | Großneffe Franz Josephs I.                         | Kaiser von Österreich, König von Ungarn |

### Spanien
| Name                | Titularkönig(in)                   | Verwandtschaft              | Anmerkungen |
| Haus Bourbon-Anjou  | Haus Bourbon-Anjou                 | Haus Bourbon-Anjou          | Haus Bourbon-Anjou |
| ------------------- | ---------------------------------- | --------------------------- | --- |
| Philipp V. (IV.)    | 31. August 1700 – 9. Juli 1746     |                             | Trat im Frieden von Utrecht die Ansprüche auf Neapel ab, führte jedoch alle Titel der spanischen Könige weiter, darunter auch König von Jerusalem. Dankte 1724 kurzzeitig zugunsten seines Sohnes Ludwig ab |
| Ferdinand VI. (IV.) | 9. Juli 1746 – 10. August 1759     | Zweiter Sohn von Philipp V. | |
| Karl III. (VII.)    | 3. Juli 1735 – 14. Dezember 1788   | Bruder des Vorgängers.      | Bis 1759 König von Neapel und Sizilien. |
| Karl IV. (VIII.)    | 14. Dezember 1788 – 19. März 1808  | Sohn Karls VII. von Neapel. | Überließ die Regierung seinem Günstling Manuel de Godoy und wurde deshalb von seinem eigenen Sohn mit der Unterstützung Napoleon Bonapartes zur Abdankung gezwungen. |
| Ferdinand VII. (V.) | 19. März 1808 – 29. September 1833 | Sohn des Vorgängers         | Stürzte mit Hilfe französischer Truppen seinen Vater. Zwischen 1808 und 1813 war Joseph Bonaparte König von Spanien. |
| Isabella II. (III.) | 29. September 1833 – 18. Juni 1837 | Tochter des Vorgängers      | Wird als fast Dreijährige zur Königin proklamiert. Ihr Nachfolgerecht wird von ihrem Onkel Don Carlos und dessen Anhängern (Carlisten) bestritten, was zu den Carlistenkriegen führt. Mit der Verkündigung der Verfassung legt sie den Titel Königin von Jerusalem ab. |
| Alfons XII. (III.)  | 25. Juni 1870 – 25. November 1885  | Sohn der Vorgängerin        | Nach dem Ende der Republik trägt er wieder die alte Titulatur. |
| Alfons XIII. (IV.)  | 17. Mai 1886 – 14. April 1931      | Sohn des Vorgängers         | Ist bereits mit der Geburt de jure König, da Alfons XII. vor seiner Geburt verstarb. Seine Mutter Maria Christina regiert bis zur vorgezogenen Volljährigkeit ihres Sohnes 1902 als Regentin. Den Gemeindewahlen 1931 und der Proklamation der Republik am 14. April folgt die Flucht des Königs. |
| Johann Karl         | 22. November 1975 – 19. Juni 2014  | Enkel des Vorgängers.       | Von Franco im Jahr 1948 zum Thronfolger designiert, besteigt nach dessen Tod 1975 den Thron. Unterstützt in den folgenden Jahren die Demokratisierung Spaniens und stellt sich 1981 dem Putschversuch von Teilen der Guardia Civil und des Militärs vom 23. Februar (23-F) entgegen. Dankt 2014 zugunsten seines Sohnes Felipe ab. Im August 2020 verlässt Juan Carlos nach Korruptionsvorwürfen Spanien. Seither lebt er in den Vereinigten Arabischen Emiraten. |
| Philipp VI. (V.)    | 19. Juni 2014 – amtierend          | Sohn des Vorgängers         | |